# Mardaga (Burkina Faso)
Pour les articles homonymes, voir Mardaga (homonymie).
Mardaga est une commune rurale située dans le département de Partiaga de la province de la Tapoa dans la région de l'Est au Burkina Faso.

## Santé et éducation
Le centre de soins le plus proche de Mardaga est le centre de santé et de promotion sociale (CSPS) de Partiaga.